# 2015 en rugby à XIII
| Années du rugby à XIII : 2012 - 2013 - 2014 - 2015 - 2016 - 2017 - 2018    |
| Décennies du rugby à XIII : 1980 - 1990 - 2000 - 2010 - 2020 - 2030 - 2040 |

Les faits marquants de l'année 2015 en rugby à XIII

## Principales compétitions
- Championnat de France
- National Rugby League
- State of Origin
- Super League
- Coupe d'Angleterre

## Événements

### Février
- 5 février : Coup d'envoi de la saison 2015 de la Super League avec le match nul 22-22 entre les Widnes Vikings et les Wigan Warriors.
- 22 février : Les South Sydney Rabbitohs remportent le World Club Challenge contre les St Helens RLFC 39-0 au Langtree Park de St Helens devant 17 980 spectateurs.

### Mars
- 5 mars : Coup d'envoi de la saison 2015 de la National Rugby League avec la victoire des South Sydney Rabbitohs contre les Brisbane Broncos 36-6 devant 36 057 spectateurs.

### Avril
- 11 avril : Lézignan remporte la Coupe de France 2015 contre Saint-Estève XIII catalan 27-25 au Stade Albert-Domec (Carcassonne) devant 4 124 spectateurs. Il s'agit du sixième titre de Lézignan dans cette compétition (après 1960, 1966, 1970, 2010 et 2011).

### Mai
- 3 mai : ANZAC Test au Suncorp Stadium de Brisbane, victoire de la Nouvelle-Zélande 26-12 face à l'Australie devant 32 681 spectateurs.
- 3 mai : Victoire du Country 34-22 contre City dans le City vs Country Origin devant 9 127 spectateurs.
- 9 mai : Victoire 20-12 en finale du Championnat de France de Toulouse contre Carcassonne au Stade Michel-Bendichou (Colomiers) devant 5 800 spectateurs.
- 27 mai : Victoire 11-10 des Maroons du Queensland contre les Blues de la Nouvelle-Galles du Sud lors du premier des trois matchs du State of Origin 2015 devant 80 122 spectateurs à Sydney.

### Juin
- 17 juin : Victoire 26-18 des Blues de la Nouvelle-Galles du Sud contre les Maroons du Queensland lors du deuxième des trois matchs du State of Origin 2015 devant 91 513 spectateurs à Melbourne. Les deux équipes devront se départager lors de la troisième rencontre.

### Juillet
- 8 juillet : Victoire 52-6  des Maroons du Queensland devant les Blues de la Nouvelle-Galles du Sud lors du troisième des trois matchs du State of Origin 2015 devant 52 500 spectateurs à Brisbane.